# Salomon Ludvig Lamm
Salomon Ludvig Lamm,  född 4 oktober 1786 i Norrköping, död 31 december 1857 i Stockholm, var en svensk industriman, son till Levi Lamm.

## Biografi
Lamm utövade ansenlig och mångsidig industriell verksamhet 1818–1836 tillsammans med sin äldre bror Aron Levi Lamm och därefter med en av sina söner som kompanjon (firman S. L. Lamm & Son). Så anlade den äldre brodern verksamheten vid Heleneborg på Södermalm (inköpt 1821) bestående av bomullsväveri, tryckeri och färgeri samt kemiskt blekeri. Lamm drev fabriker för tillverkning av vaxduk, vaxljus och spermacetiljus och liknande samt uppsatte 1826 de första mekaniska vävstolarna i Sverige. Vid Ludvigsberg i Stockholm (inköpt 1843) inrättade Lamm bland annat klädesvalkeri, fanérsåg, och vid Långholmens skeppsvarv (nuvarande Mälarvarvet), som 1827 inköptes av Lamm, utvidgades verksamheten betydligt under hans ledning. Genom studieresor i utlandet skaffade han sig och underhöll ingående kännedom om industrins utveckling i de stora kulturländerna samt förstod att med framsynthet och praktisk förmåga i hemlandet tillämpa sina rön.
Salomon Ludvig Lamm inköpte 1843 åt sonen Jacques Lamm ett tomtområde vid Duvogränd ner mot Skinnarviken, invid nuvarande Münchenbryggeriet. Jacques kallade platsen Ludvigsberg efter fadern och anlade Ludvigsbergs Mekaniska Verkstad, som skulle bli ett av Stockholms ledande industriföretag under den senare hälften av 1800-talet.